# Lungoviaggio
Lungoviaggio è l'undicesimo album in studio della cantautrice italiana Irene Grandi, pubblicato il 26 settembre 2018 dalla Cose da Grandi srl, Digital Media 

## Tracce
1. Benvenuti nel vostro viaggio – 4:10
2. Tutto è uno – 3:55
3. I viaggi per mare – 4:13
4. Cincuenta Centavos – 3:15
5. Somewhere I Read "Martin Luther King" – 3:50
6. Roba bella – 4:53
7. You Have to Travel – 4:46
8. Aararo aariraro – 3:24
9. I Would Like to Take You on a Journey – 4:44
10. Il mare molto più in là – 3:57
11. Sono ali – 7:13
12. Prima di partire per un lungo viaggio – 4:54